# Paramonecphora johannae
Paramonecphora johannae är en insektsart som först beskrevs av William Lucas Distant 1908.  Paramonecphora johannae ingår i släktet Paramonecphora och familjen spottstritar. Inga underarter finns listade i Catalogue of Life.